# Römerbriefkommentar (Origenes)

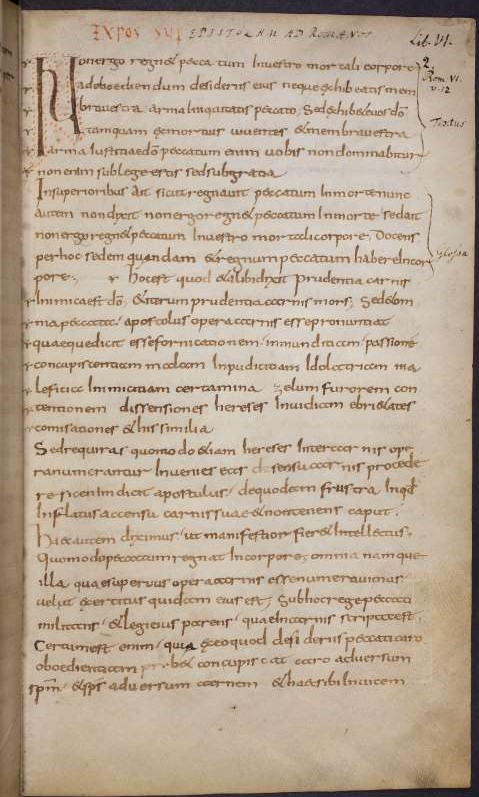
Der Anfang des 6. Buchs von Origenes’ Römerbriefkommentar in Rufinus’ lateinischer Übersetzung. Karolingisches Manuskript des 8./9. Jahrhunderts (Herzog August Bibliothek Cod. Guelf. 57 Weiss., fol. 2 r)

Der Römerbriefkommentar (Commentarius in epistulam ad Romanos) ist ein Hauptwerk des kaiserzeitlichen christlichen Philosophen und Bibelkommentators Origenes, der sich dem neutestamentlichen Brief des Paulus an die Römer widmet. Er ist von den großen Kommentarwerken dieses Verfassers am besten erhalten, allerdings nicht im koine-griechischen Original, sondern in der lateinischen Übersetzung des Rufinus von Aquileia, der seine griechische Vorlage etwa auf die Hälfte kürzte.

## Inhalt

### Gliederung des Kommentars
Origenes’ Römerbriefkommentar war ursprünglich in 15 Bände gegliedert. Bekannt ist das durch einen Codex mit neutestamentlichen Schriften, den Eduard von der Goltz in der Bibliothek des Klosters Megisti Lavra auf dem Athos entdeckte (Athos Lawra 184.B.64) und im Jahr 1899 publizierte (von Gregory-Aland bezeichnet als Minuskel 1739). Diesen Codex hatte ein Mönch namens Ephraim im 10. Jahrhundert geschrieben. Für die Paulusbriefe nutzte Ephraim nach eigenen Angaben ein „sehr altes“ Manuskript als Vorlage; beim Römerbrief zog er den Kommentar des Origenes heran und notierte am Rand, in welchem Band seines Kommentars Origenes den entsprechenden Text bearbeitete:
- Band 1: Vorwort (Proömium) und Röm 1,1–7
- Band 2: Röm 1,8–25
- Band 3: Röm 1,26–2,11
- Band 4: Röm 2,12–3,4
- Band 5: Röm 3,5–31
- Band 6: Röm 4,1–5,7
- Band 7:  Röm 5,8–16
- Band 8: Röm 5,17–6,15
- Band 9: Röm 6,16–8,9a
- Band 10: Röm 8,9b–39
- Band 11: Röm 9,1–19 (oder 22), von Ephraim als fehlend markiert
- Band 12: Röm 9,20 (oder 23)–11,12
- Band 13: Röm 11,13–12,15
- Band 14: Röm 12,16–14,10a, von Ephraim als fehlend markiert
- Band 15: Röm 14,10b–Ende

Otto Bauernfeind vertrat 1923 die These, dass Ephraim den griechischen Bibeltext des Römerbriefs direkt aus dem Kommentar des Origenes abgeschrieben habe; Origenes habe seiner Römerbrief-Kommentierung eine von ihm selbst redigierte Textfassung zugrunde gelegt. Dem stimmte Hans Lietzmann zu: „Die alte Vorlage dieser Handschrift hat den paulinischen Text aus dem griechischen Original des Origeneskommentars fortlaufend herausgeschrieben; dazu finden sich lehrreiche Scholien am Rande.“ Weitere Untersuchungen widerlegten diese These; man nimmt an, dass Origenes mehrere Textfassungen von neutestamentlichen Schriften kannte und auch bei der gleichen biblischen Schrift unter diesen Textfassungen wechseln konnte.

### Proömium
Christoph Markschies nimmt an, dass Rufinus das Vorwort des Origenes zu seinem Römerbriefkommentar als Übersetzer erheblich gekürzt, aber „in seiner inhaltlichen Substanz“ bewahrt habe. Matthias Skeb hält Kürzungen des Proömiums dagegen für unbelegt und geht davon aus, dass Rufinus den gesamten Proömiumstext „ohne gravierende inhaltliche Auslassungen“ übersetzt habe.
Kaiserzeitliche Kommentarwerke folgten in der Abfolge der Klärung von Einleitungsfragen einem Schema, das Origenes kannte und in mehreren Bibelkommentaren selbst anwandte. Im Proömium des Römerbriefkommentars variierte er dieses Schema. Ganz typisch ist sein Einstieg mit der schweren Verständlichkeit der auszulegenden Schrift. Er nannte dann aber das Thema Willensfreiheit als die inhaltliche Klippe des Römerbriefs, welche beim Leser Missverständnisse hervorbringen könne – das zielte auf gnostische Christen. Mit Gnostikern insbesondere valentinianischer Prägung hatte Origenes häufig zu tun, sein Mäzen Ambrosius war ein ehemaliger Valentinianer. „In Paulus’ Konzept der Rechtfertigung durch Gnade konnten die Valentinianer die zum Heil determinierte Natur der Pneumatiker wiederfinden“. Dem gnostischen Determinismus setzte Origenes seine Freiheitstheologie entgegen, die sich wie ein roter Faden durch sein Gesamtwerk verfolgen lässt.
Kurz ging Origenes auf die Reihenfolge der Paulusbriefe ein, war aber nicht wirklich daran interessiert, diese Briefe mit den biografischen Stationen des Paulus von Tarsus zu verbinden, sondern steuerte darauf zu, dass der Römerbrief der letzte Paulusbrief sei, den der Apostel niederschrieb, als er den höchsten Grad an Vollkommenheit erreicht hatte. Das spiegle sich im Brief und solle den Leser dabei unterstützen, in seiner eigenen Vervollkommnung Fortschritte zu machen. Aus mehreren Zitaten der beiden Korintherbriefe, des Philipper- und des Römerbriefs kombinierte Origenes einen spirituellen Aufstiegsweg des Paulus: Anfangs kämpfte er mit seiner körperlichen Verfasstheit, um dem Tod Christi gleichgestaltet zu werden. Er gelangte durch Abtötung des Körpers und Christusförmigkeit zu einer geistlichen Existenz in enger Verbundenheit mit Gott – und als Paulus dieses spirituelle Niveau erreicht hatte, schrieb er den Römerbrief.
Origenes zog einige Bibelstellen heran, um zu begründen, dass der Römerbrief in Korinth niedergeschrieben wurde (das sieht die moderne Exegese mehrheitlich auch so). Wieder ging es Origenes nicht um die Biografie des Paulus, sondern um einen Zusammenhang, den er mit den beiden Korintherbriefen des Apostels herstellen wollte. Das Proömium klingt aus mit einer kurzen Inhaltsübersicht, die sich auf das „Gesetz“ als schwieriges, aber zentrales Thema des Römerbriefs konzentriert. Auch hier wich Origenes vom Schema eines Kommentar-Proömiums ab, da er keine detaillierte Gliederung bot.

## Textüberlieferung

### Griechisch
Fragmente aus dem griechischen Römerbriefkommentar sind hauptsächlich durch drei Quellen bekannt: eine aus den Werken des Origenes zusammengestellte Anthologie mit dem Titel Philokalie, die Katenen zum Römerbrief und die Exzerpte im Codex II der Tura-Papyri. Caroline Hammond Bammel nimmt an, „daß alle Auszüge auf ein Exemplar des Kommentars in der Bibliothek von Caesarea in Palästina zurückgehen,“ die Pamphilos im 3. Jahrhundert nach dem Tod des Origenes reorganisiert und vergrößert hatte. Nach der Konstantinischen Wende wurde die Bibliothek unter Akakios und Euzoios nochmals restauriert. Frühzeitig gingen Buch 11 und Buch 14 des Römerbrief-Kommentars verloren. Wahrscheinlich waren sie aber noch vorhanden, als die Exzerpte für die Philokalie und die Katenenhandschriften zusammengestellt wurden.

#### Philokalie
Traditionell gelten Basilius von Caesarea und Gregor von Nazianz als Verfasser der Philokalie. Sie stellten die Origenes-Zitate demnach um 360 zusammen, als sie sich auf dem Landgut Annisa nahe Neocaesarea in Kleinasien zum asketischen Leben zurückgezogen hatten. Marguerite Harl verweist aber darauf, dass Gregors Epistula 115 nicht unbedingt so verstanden werden muss, dass die beiden persönlich die Bücher des Origenes exzerpierten. Die Zitate könnten auch in der Bibliothek von Caesarea gesammelt worden sein – von wem, bleibt bei Harl offen.

#### Katenen
Die wichtigsten Typen von Katenen zum Römerbrief des Paulus, die Auszüge aus dem Kommentar des Origenes bringen, werden durch die folgenden Handschriften repräsentiert:
- Codex Vaticanus graecus 762: Von 1201 Römerbrief-Scholien werden lediglich 59 dem Origenes zugeordnet.
- Codex Monacensis graecus 412: Dieser Katenentypus enthält, Origenes betreffend, kaum über den Vaticanus hinausgehendes Material.
- Codex Vindobonensis graecus 166: Diese Papierhandschrift ist eine gegenüber den beiden anderen Typen selbständige Kompilation, die möglicherweise Niketas von Herakleia im 11. Jahrhundert zuzuordnen ist. Der Text von Röm 1,1–2,12 wurde sehr breit kommentiert, der Rest nur kursorisch. Auszüge aus Origenes’ Kommentar reichen nur bis Röm 2,7, sind aber für diesen Eingangsteil des Paulusbriefs besonders zahlreich.

Bei längeren Origeneszitaten in den Katenen ist allerdings festzustellen, dass es sich dabei nicht einfach um wörtliche Übernahmen von Textpassagen aus Origenes’ Kommentar handelt, sondern einzelne Sätze herausgeschrieben wurden, mitunter auch in geänderter Reihenfolge. Kürzungen wurden nicht kenntlich gemacht. Manchmal wurde der Text des Origenes auch nur zusammengefasst, ohne wörtlich zu zitieren. Der Exzerptor arbeitete wohl auch nicht direkt mit dem originalen Römerbriefkommentar des Origenes, sondern hatte bereits Katenenmaterial vor sich, aus dem er seine Synthese herstellte.

#### Tura-Papyri
Codex II der 1941 entdeckten Tura-Papyri enthält Exzerpte aus drei Werken des Origenes, die von der gleichen Person im 6./7. Jahrhundert angefertigt wurden. Da eines davon, Contra Celsum, im griechischen Original bekannt ist, lässt sich die Arbeitsweise des Exzerptors genauer beurteilen. Er hatte anscheinend die drei Werke des Origenes in voller Länge vor sich und exzerpierte zu seinem persönlichen Gebrauch und seinen eigenen Interessen folgend. Man sieht es daran, dass der Exzerptor manchmal nach seinem Zitat die Anfangsworte des nächsten Satzes abschrieb und sie dann wieder strich. Der Vorteil ist, dass er dem Wortlaut seiner Vorlage peinlich genau folgte. Der Nachteil ist, dass man die private Interessenlage, nach der er Textpassagen auswählte, nicht recht nachvollziehen kann. Beim Römerbriefkommentar sind in Codex II der Tura-Papyri Exzerpte aus den Bänden 5 und 6, d. h. zu dem Bibeltext Röm 3,5–5,7 erhalten.

### Lateinisch
Dass Rufinus die Werke des von ihm verehrten Origenes nicht genau ins Lateinische übersetzte, fiel bereits den Zeitgenossen auf. Beim Römerbriefkommentar schlugen sie ihm vor, das Werk doch unter eigenem Namen zu veröffentlichen. Rufinus antwortete, er halte es „nicht für richtig, den Titel dessen zu stehlen, der die Fundamente des Werks gelegt und das Material zur Errichtung des Gebäudes geliefert hat, auch wenn ich offensichtlich etwas hinzugefügt und ergänzt habe, was fehlt, oder auch etwas verkürzt habe, was lang ist.“ Unter Rufinus’ Händen wandelte der Römerbrief-Kommentar seinen Charakter; es ging weniger um Gelehrsamkeit als um Erbauung des Publikums. Darum musste er immer wieder Erklärungen einschieben, Probleme vereinfachen und Schwierigkeiten überspielen. Caroline Hammond Bammel fasst zusammen: „Es redet ein rhetorisch geschulter Lateiner der Zeit um 400 und nicht mehr ein philosophisch ausgebildeter Grieche der ersten Hälfte des dritten Jahrhunderts.“
Rufinus nahm sich vor, den Römerbrief-Kommentar des Origenes etwa auf die Hälfte herunterzukürzen. Aufgrund der fragmentarischen griechischen Textüberlieferung ist nicht mehr aufzuhellen, wie er genau vorging. Es scheint aber, dass er die vorgefundene Abschnittsgliederung seiner griechischen Vorlage beibehielt und innerhalb dieser Abschnitte mal längere Ausführungen zusammenfasste, mal Text ausließ – insbesondere alternative Erklärungsmöglichkeiten, die Origenes vorschlug, sowie einiges, was ihm anstößig erschien, und anderes, was er schwer übersetzbar fand. Das Ergebnis seiner Kürzungen ist, dass der Gedankengang manchmal unklar ist. Sowohl exegetische Erörterungen als auch Exkurse brachte Rufinus relativ detailreich; sein Text liest sich keineswegs wie eine knappe Zusammenfassung, sondern breit und ausführlich, eine Fundgrube von Beobachtungen am Bibeltext, exegetischen Einfällen und Erklärungen.
Im Vorwort seiner Übersetzung des Origenes’schen Kommentars klagte Rufinus darüber, wie anspruchsvoll die von ihm übernommene Aufgabe sei. Besonders eines übersteige seine Kräfte: „daß die Bücher Lücken aufweisen (interpolati sunt ipsi libri). Denn es fehlen fast in allen Bibliotheken aus einem nicht erkennbaren Grund einige Bände aus dem Gesamtwerk (aliquanta ex ipso corpore volumina).“ Henry Chadwick hat 1954 erstmals die Vermutung geäußert, dass Rufinus die gleichen Bände 11 und 14 meinte, deren Fehlen der Mönch Ephraim im 10. Jahrhundert feststellte. Wenn dem so war, füllte Rufinus diese großen Lücken, indem er andere Werke des Origenes nutzte. Besonders heikel war das bei Band 11, der Auslegung von Röm 9,1–19 (oder 22), weil es darin um die Prädestinationslehre des Paulus ging. Rufinus half sich, indem er die Kommentierung dieser Bibelpassage aus anderen Werken des Origenes kombinierte. Insbesondere griff er, so Hammond Bammel, auf De principiis und die Stromateis zu, einem heute bis auf kleine Fragmente verlorenen Werk des Origenes, das Exegesen biblischer Texte mit philosophischen Betrachtungen verband. Falls Band 14 zur Zeit des Origenes ebenfalls fehlte, war seine Aufgabe hier leichter, weil es sich um ethische Anweisungen handelte, die Rufinus aus den Werken des Origenes kommentieren, falls nötig aber auch selbst auslegen konnte. Es gelang ihm jedenfalls aus seiner Vertrautheit mit dem Gesamtwerk des Origenes, die Lücken seiner Vorlage mit guten Imitationen zu füllen.
Eine Besonderheit von Rufinus’ lateinischer Übersetzung ist, dass er für die Lemmata (d. h. eine Art Überschriften der einzelnen Abschnitte, in denen der auszulegende Bibeltext referiert wird) eine Vetus-Latina-Handschrift des Römerbriefs zitierte, in der Auslegung aber Origenes’ griechische Römerbriefzitate selbst ins Lateinische übersetzte.
Rufinus schloss seine Übersetzung des Römerbriefkommentars um 406 in Süditalien ab und verteilte einige Abschriften unter Freunden. Zum Ausgangspunkt der handschriftlichen Überlieferung wurde aber wahrscheinlich ein Manuskript, dass sich im Nachlass des Rufinus um 410/411 auf Sizilien befand; es war in zehn Bände geteilt und von Rufinus noch nicht abschließend für die Veröffentlichung redigiert worden. Möglicherweise nur durch ein Zwischenglied von diesem Archetyp aus Rufinus’ sizilianischer Bibliothek getrennt ist das älteste erhaltene lateinische Manuskript des Römerbriefkommentars, das heute in der Stadtbibliothek Lyon aufbewahrt wird (Signatur 483; Sigel V). Geschrieben wurde es im 5. Jahrhundert in Süditalien. Erhalten sind die ersten fünf Bände (mit Beschädigungen am Anfang und am Ende). Dieses Manuskript V wurde nach Norditalien gebracht und befand sich Anfang des 9. Jahrhunderts in Verona. Von ihm wurden zwei Abschriften gefertigt, die mit den Sigeln Ψ (Psi) und Φ (Phi) bezeichnet werden. Während Ψ eine recht sorgfältige frühe Abschrift war, handelte es sich bei Φ um eine schwer lesbare, nach 750 geschriebene insulare Minuskel mit insularen Symbolen und willkürlichen Abkürzungen. Das Problem ist, dass alle von Ψ abstammenden Textzeugen unvollständig oder textlich uneinheitlich sind. Der Hauptstrom der Überlieferung stammt von Φ ab, dessen Eigenheiten aber zahlreiche Textverderbnisse und Missverständnisse der Kopisten zur Folge hatten. „Die weiteste Verbreitung fand ein unabhängiger Zweig der Überlieferung in einer Form, in der die Abkömmlinge eines von Φ unabhängigen Exemplars der Bücher I–V zusammen mit von V abstammenden Exemplaren der letzten fünf Bücher überliefert wurden;“ der zuverlässigste Zeuge dieser Textform (Sigel A) wurde Anfang des 9. Jahrhunderts in Saint-Denis für den irischen Mönch Dungal von Bobbio hergestellt. Dieses Manuskript des Römerbriefkommentars ist heute zusammen mit Hebräerbrief-Homilien des Johannes Chrysostomos eingebunden und wird in der Biblioteca Ambrosiana in Mailand aufbewahrt (Signatur: A 135 inf.).
Die erste Druckausgabe des Römerbriefkommentars erarbeitete Theophilus Salodianus auf Grundlage eines Manuskripts der Gruppe Φ, das nach Salodianus’ Angaben in schlechtem Zustand war. Sie erschien 1506 in Venedig und wurde von Jacques Merlin für seine Gesamtausgabe der lateinischen Werke des Origenes (Paris 1512) übernommen und dann mehrfach nachgedruckt. Eine qualitative Verbesserung war die von C. und C. V. Delarue für die Gesamtausgabe der Werke des Origenes (Paris 1759) erarbeitete Textfassung; dafür wurden mehrere Handschriften ausgewertet, bis auf einen Textzeugen aber alles Mitglieder der Gruppe Φ. Sie wurde nachgedruckt in der Patrologia Graeca (Band 14).
Caroline Hammond Bammel erstellte eine neue kritische Textausgabe des Origines’schen Römerbriefkommentars in Rufinus’ lateinischer Übersetzung. Bei den ersten fünf Büchern legte sie die älteste und beste Handschrift V zugrunde und korrigierte dortige Fehler anhand der unabhängigen Zeugen (darunter A). Da die unabhängigen Zeugen abgesehen von A einem Bearbeitungsprozess unterzogen worden waren, bei dem auch vermeintliche Fehler durch Textänderungen beseitigt wurden, folgte sie oft dem Grundsatz, einer lectio difficilior, in der V und A übereinstimmen, gegen das Votum der anderen unabhängigen Zeugen den Vorzug zu geben. Wo die Handschrift V fehlt, wurde sie durch Lesarten der von ihr abhängigen Handschriften ersetzt, wobei die Fehlerhaftigkeit der Gruppe Φ ebenso zu berücksichtigen war wie die Bearbeitungsspuren, die in vielen Handschriften erkennbar sind.

## Textausgaben
- Caroline Hammond Bammel: Der Römerbriefkommentar des Origenes: kritische Ausgabe der Übersetzung Rufins. Herder, Freiburg / Basel / Wien: 
  - Buch 1–3. Herder, Freiburg / Basel / Wien 1990;
  - Buch 4–6. Herder, Freiburg / Basel / Wien 1997;
  - Buch 7–10. Herder, Freiburg / Basel / Wien 1998.
- Commentarii in epistulam ad Romanos: Lateinischer Text, griechische Fragmente und deutsche Übersetzung. 6 Bände, hrsg. von Theresia Heither. 
  - Liber primus, liber secundus. Herder, Freiburg / Basel / Wien 1990;
  - Liber tertius, liber quartus. Herder, Freiburg / Basel / Wien 1992;
  - Liber quintus, liber sextus. Herder, Freiburg / Basel / Wien 1993;
  - Liber septimus, liber octavus. Herder, Freiburg / Basel / Wien 1994;
  - Liber nonus, liber decimus. Herder, Freiburg / Basel / Wien 1996;
  - Fragmenta. Herder, Freiburg / Basel / Wien 1999.